# Nerik

Mapa hetyckiej Anatolii z zaznaczonym przypuszczalnym położeniem miasta Nerik

Nerik, Nerikka (het. Ne-ri-ik, Ne-ri-ik-ka) – jedno z najważniejszych hetyckich miast i centrów religijnych, miejsce kultu boga burzy. Położone było w pobliżu północnej granicy państwa hetyckiego, ale jego dokładna lokalizacja nie jest znana, choć niektórzy naukowcy próbują identyfikować je ze stanowiskiem Oymaağaç Höyük, położonym w północno-wschodniej Turcji, ok. 7 km na północny zachód od współczesnego miasta Vezirköprü.
W XV w. p.n.e., za rządów hetyckiego króla Hantili II, miasto Nerik zdobyte zostało przez Kaszków, i chociaż  późniejszy hetycki król Mursili II (1321-1295 p.n.e.) odbył do niego pielgrzymkę z okazji odbywającego się w nim święta boga burzy, to  pod pełną hetycką kontrolą Nerik znalazło się ponownie dopiero za panowania Urhi-Teszupa (1272-1267 p.n.e.). Zadania odbudowy Nerik podjął się wuj Urhi-Teszupa, przyszły król hetycki Hattusili III, który objął funkcję najwyższego kapłana boga burzy w tym mieście. Z nadania Muwatalli II, ojca Urhi-Teszupa, Hattusili zarządzał północną częścią królestwa hetyckiego, w tym znajdującymi się tu głównymi miastami Nerik i Hakpis. Rosnące animozje pomiędzy Urhi-Teszupem a Hattusilim doprowadziły do wybuchu wojny domowej, w której zwycięstwo odniósł Hattusili i przejął tron hetycki. 